# Новомиколаївська сільська рада (Лиманський район)
Новомикола́ївська сільська́ ра́да — колишня адміністративно-територіальна одиниця та орган місцевого самоврядування в Лиманському районі Одеської області. Адміністративний центр — село Новомиколаївка.

## Загальні відомості
Новомиколаївська сільська рада утворена в 1925 році.
- Територія ради: 72,972 км²
- Населення ради: 1 325 осіб (станом на 2001 рік)

## Населені пункти
Сільській раді підпорядковані населені пункти:
- с. Новомиколаївка
- с. Олександрівка
- с. Капітанівка

## Населення
За переписом населення України 2001 року в сільській раді мешкало 1325 осіб.

### Мова
Розподіл населення за рідною мовою за даними перепису 2001 року:
| Мова       | Відсоток |
| ---------- | -------- |
| українська | 94,64 %  |
| російська  | 3,85 %   |
| молдовська | 1,06 %   |
| болгарська | 0,38 %   |
| білоруська | 0,08 %   |

## Склад ради
Рада складається з 16 депутатів та голови.
- Голова ради: Мороз Віталій Вікторович
- Секретар ради: Барановська Валентина Василівна

### Керівний склад попередніх скликань
| Прізвище, ім'я, по батькові | Основні відомості                                                 | Дата обрання | Дата звільнення |
| --------------------------- | ----------------------------------------------------------------- | ------------ | --------------- |
| Денцель Алла Володимирівна  | Сільський голова, 1960 року народження, позапартійна              | 26.03.2006   | 31.10.2010      |
| Мороз Віталій Вікторович    | Сільський голова, 1969 року народження, освіта вища, безпартійний | 31.10.2010   |                 |

Примітка: таблиця складена за даними сайту Верховної Ради України

### Депутати
За результатами місцевих виборів 2010 року депутатами ради стали:

#### За суб'єктами висування
| Суб'єкт висування | Кількість обраних депутатів | %    |
| ----------------- | --------------------------- | ---- |
| Партія регіонів   | 11                          | 68,8 |
| Самовисування     | 5                           | 31,3 |

#### За округами
| № округу        | Прізвище, ім'я, по батькові     | Дата визнання обраним | Освіта  | Партійна приналежність | Відомості про обраного депутата                               |
| --------------- | ------------------------------- | --------------------- | ------- | ---------------------- | ------------------------------------------------------------- |
| Партія регіонів |                                 |                       |         |                        |                                                               |
| 1               | Євчук Тетяна Борисівна          | 05.11.2010            | середня | член Партії регіонів   | Новомиколаївська сільська рада, касир                         |
| 2               | Гамуляк Геннадій Васильович     | 05.11.2010            | середня | член Партії регіонів   | Олександрівський дошкільний навчальний заклад, охоронник      |
| 6               | Топалов Василь Іванович         | 05.11.2010            | середня | член Партії регіонів   | Новомиколаївська дільниця ветеринарної медицини, ветлікар     |
| 9               | Барановська Валентина Василівна | 05.11.2010            | середня | член Партії регіонів   | Новомиколаївська сільська рада, секретар                      |
| 10              | Прохач Ольга Вікторівна         | 05.11.2010            | вища    | член Партії регіонів   | Новомиколаївська сільська рада, головний бухгалтер            |
| 11              | Журбенко Лідія Костянтинівна    | 05.11.2010            | середня | член Партії регіонів   | Новомиколаївська пошта, завідувачка                           |
| 12              | Гуменюк Лідія Михайлівна        | 05.11.2010            | середня | член Партії регіонів   | Новомиколаївський фельдшерсько-акушерський пункт, завідувачка |
| 13              | Овчаренко Наталія Миколаївна    | 05.11.2010            | середня | член Партії регіонів   | Новомиколаїська сільська бібліотека, завідувачка              |
| 14              | Денцель Наталія Вікторівна      | 05.11.2010            | середня | член Партії регіонів   | Новомиколаївський дошкільний навчальний заклад, вихователь    |
| 15              | Макогін Анатолій Васильович     | 05.11.2010            | середня | член Партії регіонів   | СТОВ «Чорноморська птахофабрика», механік                     |
| 16              | Вівдюк Тетяна Людвигівна        | 05.11.2010            | середня | член Партії регіонів   | Новомиколаївська сільська рада, діловод                       |
| Самовисування   |                                 |                       |         |                        |                                                               |
| 3               | Сєтунова Оксана Петрівна        | 05.11.2010            | середня | член Партії регіонів   | тимчасово не працює                                           |
| 4               | Кіров Микола Миколайович        | 05.11.2010            | середня | член Партії регіонів   | приватний підприємець                                         |
| 5               | Сєтунов Олег Анатолійович       | 05.11.2010            | середня | позапартійний          | приватний підприємець                                         |
| 7               | Аванісьян Віктор Володимирович  | 05.11.2010            | середня | член Партії регіонів   | тимчасово не працює                                           |
| 8               | Соколов Віктор Петрович         | 05.11.2010            | середня | позапартійний          | тимчасово не працює                                           |